# Sophia Anne Caruso
Sophia Anne Caruso (ur. 11 lipca 2001 w Spokane) – amerykańska aktorka i piosenkarka, znana z roli Lydii Deetz w broadwayowskim musicialu Beetlejuice, stworzonego na podstawie filmu pod tym samym tytułem. Zdobyła za nią nagrodę Theatre World Award. Gra również rolę Sophie w Akademii Dobra i Zła. Grała również rolę w musicalu Lazarus oraz The Nether.